# Ан Жианг (провинция)
Ан Жианг (на виетнамски: An Giang) (буквално: Спокойна река) е виетнамска провинция разположена в регион Донг Банг Сонг Ку Лонг. На север граничи с провинция Лонг Ан, на юг с Киен Жианг, на запад с Камбоджа, а на изток със самостоятелната градска община Кан Тхо. Населението е 2 161 700 жители (по приблизителна оценка за юли 2017 г.).

## Административно деление
Провинция Ан Жианг се състои от един самостоятелен град-административен център Лонг Сюйен, от един самостоятелен град и девет окръга:
- Ан Фу
- Тяу Фу
- Тяу Тхан
- Чо Мой
- Фу Тан
- Тан Тяу
- Тхоай Сон
- Тин Биен
- Чи Тон